# Guru-dakszina
Guru-dakszina – w hinduizmie datek na rzecz guru.
Guru-dakszina stanowiła formę zapłaty lub wyrazu wdzięczności uczniów-brahmaćarinów pobierających nauki w gurukuli. Składać się na nią mogły pieniądze, lecz częściej stanowiły ją przedmioty codziennego użytku lub pożywienie zebrane poprzez żebranie.
W czaszach wedyjskich guru-dakśina składana była na koniec edukacji. Okazywano najwyższy wyraz wdzięczności obdarowując nauczyciela krową.
Dākśina to pierwotnie również dobry, korzystny kierunek świata sans. „dobry, południowy”.